# Anka, ot tak
Anka, ot tak – drugi singiel promujący czwartą płytę zespołu Łzy, zatytułowaną Nie czekaj na jutro. 
Anka, ot tak jest jedyną piosenką w historii zespołu, do której powstał animowany teledysk. Jego myślą przewodnią jest miłość polnej żabki do bociana. 
W teledysku członkowie zespołu występują jako żuki.

## Spis utworów
1. Anka, ot tak sł. i muz. Adam Konkol 2:55